# دارلینگتون (کارولینای جنوبی)
دارلینگتون(به انگلیسی: Darlington) شهری در ایالت کارولینای جنوبی کشور ایالات متحده آمریکا است که جمعیت آن در سرشماری سال ۲۰۱۰ میلادی، ۶٬۲۸۹ نفر بوده‌است.